# François Ier, Charles Quint et la duchesse d'Étampes
François Ier, Charles Quint et la duchesse d'Étampes est un tableau peint par Richard Parkes Bonington vers 1827. Il représente François Ier, Charles Quint et Anne de Pisseleu.
Il est conservé au musée du Louvre, à Paris. En 2014, il est prêté au musée des Beaux-Arts de Lyon dans le cadre de l'exposition L'Invention du passé. Histoires de cœur et d'épée en Europe, 1802-1850.